# 스타니스와프 아우구스트 포니아토프스키
스타니스와프 아우구스트 포니아토프스키(폴란드어: Stanisław August Poniatowski, 1732년 1월 17일 ~ 1798년 2월 12일) 또는 스타니스와프 2세 아우구스트(Stanisław II August), 스타니스와프 2세(Stanisław II)는 폴란드-리투아니아 연방의 마지막 국왕(재위: 1764년 9월 7일 ~ 1795년 1월 7일)이다.

## 생애
1732년 1월 17일 폴란드-리투아니아 연방(현재의 벨라루스) 보우친(Wołczyn)에서 폴란드의 귀족, 군인인 스타니스와프 포니아토프스키(Stanisław Poniatowski)와 그의 아내인 콘스탄차 차르토리스카(Konstancja Czartoryska)의 넷째 아들로 태어났다. 프랑스의 육군 원수를 역임한 군인인 유제프 안토니 포니아토프스키(Józef Antoni Poniatowski)의 삼촌이기도 하다.
1752년 폴란드-리투아니아 연방 의회 의원으로 선출되었다. 1755년 러시아 제국의 상트페테르부르크를 방문한 자리에서 예카테리나 알렉세예브나 여대공(훗날 러시아 제국의 예카테리나 2세 황제가 됨)을 만나면서 연인 사이가 되었지만 1758년 러시아 제국 궁정에서 일어난 음모 사건에 연루되어 귀국하고 만다.
1763년 10월 아우구스트 3세가 사망한 뒤부터 폴란드-리투아니아 연방 의회는 새 국왕을 선출하기 위한 회의를 열었다. 1764년 9월 7일 폴란드-리투아니아 연방 의회로부터 새 국왕으로 선출되었고 1764년 11월 25일에는 대관식이 거행되었다.
1766년에는 급진적인 개혁 정책을 시행하려고 했지만 귀족들의 반대로 인해 성사되지 않았다. 1768년 러시아 제국이 폴란드-리투아니아 연방을 법적인 속국의 지위로 만든 것에 반발한 귀족들이 바르 동맹을 결성했다. 1770년 10월 바르 동맹은 스타니스와프의 폐위를 선언했다. 1771년에는 바르 동맹 지지 세력이 스타니스와프를 바르샤바 교외로 납치했지만 나중에 석방되었다.
1772년 러시아 제국, 프로이센 왕국, 오스트리아 합스부르크 군주국이 제1차 폴란드 분할을 시행했다. 정치 개혁의 필요성, 새로운 법률의 제정, 교육의 중요성을 인식한 폴란드-리투아니아 연방 의회는 1773년 10월 14일에 유럽 최초의 교육 관련 정부 부처인 국민 교육 위원회를 설립했다.
1788년부터 1792년까지 열린 폴란드-리투아니아 연방 의회는 연방의 주권 회복, 정치 개혁, 경제 개혁을 골자로 한 1791년 5월 3일 헌법을 제정했다. 그렇지만 헌법 개정에 반발한 폴란드-리투아니아 연방의 대귀족들은 타르고비차 연맹을 결성하여 러시아 제국의 예카테리나 2세 황제의 지원을 요청했다. 1792년 5월 18일부터 7월 27일까지 일어난 폴란드-러시아 전쟁에서 러시아 제국이 승리하면서 1791년 5월 3일 헌법은 폐지되었고 1793년 러시아 제국, 프로이센 왕국은 제2차 폴란드 분할을 시행하게 된다.
1795년 11월 25일에 제3차 폴란드 분할로 인해 강제로 퇴위당했으며 1796년 러시아 제국의 예카테리나 2세 황제가 사망할 때까지 상트페테르부르크에 거주했다. 예카테리나 2세로부터 연금을 받았고 러시아 제국 당국의 감시를 받았다.
1798년 1월 12일에 사망했으며 1798년 3월 5일 상트페테르부르크에 있는 성 예카테리나 가톨릭 교회에 매장되었다. 1938년에는 보우친 교회로 이장되었고 1995년 2월 14일에는 바르샤바 성 요한 대성당에서 그의 장례식이 거행되었다.